# Charles R. Miller

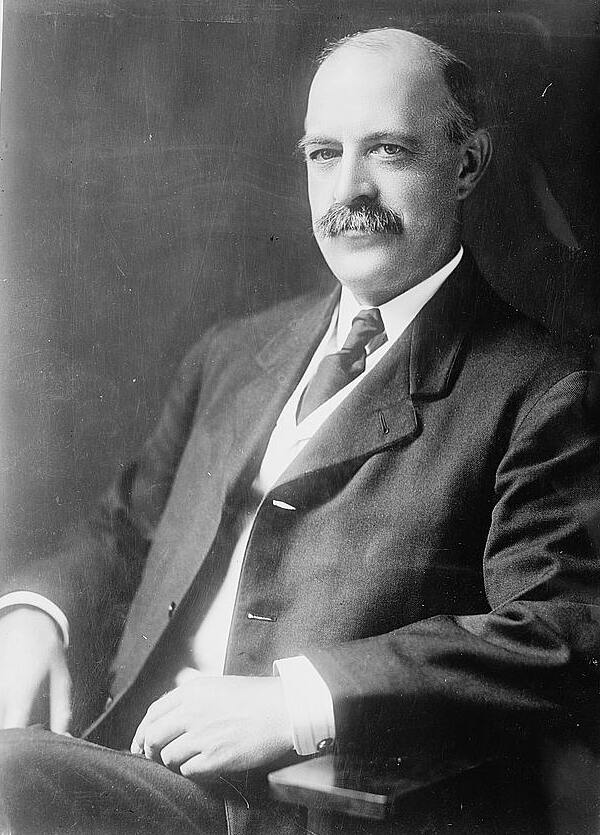
Charles R. Miller (ca. 1913)

Charles Robert Miller (* 30. September 1857 in West Chester, Pennsylvania; † 18. September 1927 in Berlin, New Jersey) war ein US-amerikanischer Politiker und von 1913 bis 1917 Gouverneur des Bundesstaates Delaware.

## Frühe Jahre
Charles Miller besuchte bis 1879 das Swarthmore College und studierte anschließend an der University of Pennsylvania bis 1881 Jura. Nach seiner Zulassung als Rechtsanwalt arbeitete er in dieser Funktion für die Wilmington Malleable Iron Company und die Philadelphia Mortgage and Trust Company. Bald war er im Vorstand zahlreicher Gesellschaften und Vereinigungen in den gesamten Vereinigten Staaten. Unter anderem war er 1911 in Wilmington Leiter der Wasserversorgungsbehörde.

## Politischer Aufstieg
Charles Miller wurde Mitglied der Republikanischen Partei. Zwischen Januar 1911 und Januar 1913 war er Mitglied des Senats von Delaware. Im Jahr 1912 wurde er als Kandidat seiner Partei mit 47 % der Wählerstimmen gegen zwei Mitbewerber zum neuen Gouverneur seines Staates gewählt.

## Gouverneur von Delaware
Charles Miller trat sein neues Amt am 21. Januar 1913 an. In seiner vierjährigen Amtszeit wurde eine Fährverbindung zwischen New Castle und Penns Grove (New Jersey) in Betrieb genommen. Damals wurde am Delaware College, der späteren University of Delaware, eine eigene Fakultät für Frauen eingerichtet. Der Gouverneur trat für eine Überarbeitung sowohl der Ehe- als auch der Wahlgesetze ein. Er unterstützte eine Schulreform und die Einführung alternativer Berwirtschaftungsmethoden in der Landwirtschaft. Angesichts des wachsenden Verkehrsaufkommens war er auch für einen Ausbau des Straßennetzes.
Am 1. August 1914 brach in Europa der Erste Weltkrieg aus. Dadurch stieg die Nachfrage nach Schießpulver gewaltig an, wovon viele in Delaware ansässige Produzenten profitierten. Miller selbst erlebte den Kriegsausbruch an Bord eines deutschen Passagierschiffes im Ärmelkanal. Dort kam es zu einem Wettlauf mit britischen Schiffen, wobei der Gouverneur und andere Passagiere den Kapitän zur Aufgabe des Schiffes drängten.

## Weiterer Lebenslauf
Nach dem Ende seiner Amtszeit am 16. Januar 1917 blieb Miller politisch aktiv. Er wurde Mitglied im Bundesvorstand seiner Partei und war Mitglied des Finanzausschusses des Delaware College sowie Treuhänder verschiedener anderer Organisationen. Außerdem war er in Wilmington als Anwalt tätig und Präsident der dortigen Farmer’s Bank. Charles Miller starb im Jahr 1927. Mit seiner Frau Abigail Morgan Woodruff hatte er drei Kinder, darunter den Sohn Thomas (1886–1973), der zwischen 1915 und 1917 den Staat Delaware im US-Repräsentantenhaus vertrat. Sein Enkel Clement W. Miller (1916–1962) war zwischen 1959 und 1962 Kongressabgeordneter für den Staat Kalifornien.